# 국민연합 (라트비아)
국민연합(國民聯合, 라트비아어: Nacionālā apvienība 나치오날라 아프비에니바)은 라트비아의 국민보수주의 정당이다. 정식 명칭은 국민연합 "모두를 위한 라트비아!" - "조국과 자유를 위해/LNNK"(라트비아어: Nacionālā apvienība „Visu Latvijai!” – „Tēvzemei un Brīvībai/LNNK”)이다.
2010년 두 정당이 합병되면서 창당되었다. 현재 지도자는 가이디스 베르진시(라트비아어: Gaidis Bērziņš), 라이비스 진타르스(라트비아어: Raivis Dzintars)이다.

## 같이 보기
- 모두를 위한 라트비아
- 조국과 자유를 위해/LNNK